# Groupe Lacroix
Groupe Lacroix est une entreprise de transport par autocars basée en Île-de-France. Son actionnaire majoritaire est la Compagnie française des transports régionaux (CFTR).
Depuis août 2024, l'entreprise n'exploite plus de lignes régulières à la suite de l'ouverture à la concurrence des transports en commun en Île-de-France.

## Histoire

### Généralités
À l'origine, les Cars Lacroix ont été créés par Henri Lacroix en 1953 en tant que transporteur occasionnel par autocar.
En 1975, l'entreprise se diversifie en s'orientant vers le transport urbain.
Elle est devenue depuis 2002 la filiale du groupe Lacroix nouvellement créé.
Les évolutions de l'entreprise sont marquées par les dates suivantes :
- août 2001 : création du réseau Valoise ;
- 2011 : création du réseau Le Parisis et inauguration en avril 2011 de la livrée Stif/Le Parisis pour les autobus destinés à ce réseau ;
- 2011 : création du réseau Valbus et inauguration de la livrée Stif/Valbus pour les autobus destinés à ce réseau ;
- 2011 : adoption de la couleur grise à la place de la couleur beige au fur et à mesure des renouvellements du parc de véhicules ;
- septembre 2011 : nouvelle livrée Stif/Valoise ;
- septembre 2013 : inauguration de la livrée régionale Stif/Île-de-France sur certains autobus.

### Aménagements des dessertes

#### Années 2000
Le 3 septembre 2001, les lignes 30.02 et 95.14 fusionnent en une nouvelle ligne 95.19. Cette dernière est composée de trois circuits. Cette nouvelle ligne permet une liaison entre Cergy et Argenteuil avec une augmentation importante de la fréquence par rapport aux lignes précédentes,.
Le 2 septembre 2002, les lignes 30.24 et 30.26 sont supprimées et remplacées par la nouvelle ligne 95.20 du réseau de bus Busval d'Oise.
Le 3 janvier 2005, dans le cadre d'une amélioration de la desserte des communes appartenant à la communauté d'agglomération Val-et-Forêt, une ligne complémentaire numérotée 30.35 est créée entre la gare de Franconville - Le Plessis-Bouchard et l'hôpital Simone-Veil d'Eaubonne via les grands équipements de la communauté tel que la clinique Claude-Bernard d'Ermont et les centres-villes de six communes de la communauté. Cette ligne est exploitée en pool entre les cars Lacroix et les Cars Rose et fonctionne du lundi au vendredi entre 9 h et 17 h 30,. Faute de fréquentation, cette ligne est supprimée le 2 juillet 2010.
En juin 2005, la société TVO annonce l'abandon de l'exploitation de la ligne 36 en raison d'un déficit important à compter du 1er septembre 2005. Depuis le 29 août 2005, la ligne 36 de la société de transport TVO a été reprise par les cars Lacroix sous l'indice 30.36 avec un remaniement de l'itinéraire et l'ajout d'un aller-retour supplémentaire.
Le 28 août 2006, à la suite de l'ouverture de la liaison directe entre la Gare d'Ermont - Eaubonne et la gare de Paris-Saint-Lazare, les passages à niveau situés sur la commune de Franconville ferment. En conséquence, les circuits F et G de la ligne 30.03 se trouvent modifiés. Ainsi, la desserte du nord de Franconville est abandonnée par ces deux circuits et reprise par une nouvelle ligne 30.37. Cette ligne fonctionne du lundi au vendredi avec une fréquence de quinze à vingt minutes au départ de la gare de Franconville - Le Plessis-Bouchard en desservant Le Plessis-Bouchard. En période scolaire, la ligne est prolongée au sud de Franconville afin desservir le collège de l'Épine-Guyon et le lycée Jean-Monnet.
Le 27 août 2007, la ligne 30.39 est créée entre la gare de Sarcelles - Saint-Brice et le quartier des Rougemonts. Cette ligne permet l'amélioration de la desserte des différents quartiers de Saint-Brice-sous-Forêt tout en desservant le cimetière et la zone commerciale des Perruches.
Le 3 mars 2008, la ligne 30.41 est créée sous forme de service circulaire en reliant Franconville à Ermont,.
Le 2 novembre 2009, la ligne 30.22 est restructurée en abandonnant son itinéraire entre la gare de Cernay et le quartier des Chênes à Ermont repris par la nouvelle ligne 30.43 ce qui permet à la nouvelle ligne d'avoir un meilleur respect des horaires et un itinéraire plus régulier. De plus, les horaires de la ligne 30.22 sont adaptés aux heures d'entrée et de sortie du collège Jean-Moulin de Sannois et du lycée Van-Gogh de Ermont.

#### Années 2010
Le 2 février 2010, la ligne Citebus est mise en service sur la commune d'Herblay-sur-Seine sous forme de deux circuits avec comme indice interne 30.45. Cette nouvelle ligne permet la desserte de quartiers mal desservis et de permettre aux usagers un accès direct aux services et équipements municipaux. Le service est gratuit pour un coût de fonctionnement de 400 000 euros par an à la charge de la commune.
Le 2 septembre 2010, la ligne 30.44 est créée afin de permettre le déplacement des lycéens de Cormeilles-en-Parisis vers le lycée Romain-Rolland d'Argenteuil.
Le 4 avril 2011, la ligne 30.46 est créée afin de relier le quartier et la zone économique des Bois Rochefort de Cormeilles-en-Parisis à la gare de Cormeilles-en-Parisis.
Depuis le 3 septembre 2012, sur la ligne 30.19, un service aux heures creuses est créé du lundi au vendredi et le samedi alors qu'auparavant la ligne ne circulait qu'aux heures de pointe en semaine.
À l'automne 2012, sur la ligne 30.11, l'offre a été fluidifiée grâce à la reprogrammation des carrefours à feux à proximité de la gare d'Ermont - Eaubonne. Cette dynamique a également été poursuivie avec l'ajustement de l'offre, des moyens mis en œuvre et des temps de parcours.
Le 4 novembre 2013, sur la ligne 30.19, la fréquence a été améliorée toute la semaine et son amplitude de soirée prolongée jusqu'à 22 h. Sur les lignes 30.07B et 30.07D, un service aux heures creuses a été créé à raison d'un bus par heure. Sur la ligne 30.07C, deux allers-retours ont été créés le midi. Par ailleurs, la ligne 30.07B a été renumérotée sous l'indice 30.47 afin d'améliorer la lisibilité du réseau.
Depuis le 1er septembre 2014, sur les lignes 30.11 et 30.14, un aller-retour en milieu de journée a été créé tandis que, sur la ligne 30.23, la création a porté sur cinq allers et quatre retours les lundis, mardis, jeudis et vendredis.
Au 5 janvier 2015, le Transport Collectif Rural du Val-d'Oise « Trois Forêts », qui fonctionne aux heures creuses, est intégré dans les lignes 30.36 et 95.09 tout en adaptant les grilles horaires des lignes régulières et en ajoutant la desserte de certains territoires. La ligne 30.36 a été prolongée jusqu'au centre commercial du Grand Val à l'Isle-Adam en offrant une correspondance avec la ligne 95.09. Cette dernière a vu le prolongement d'une course le matin en direction de Domont afin de desservir le centre commercial de Moisselles et le marché de Domont, et la création de deux courses en direction de Villiers-Adam.
À compter du 31 août 2015, la desserte d'Herblay-sur-Seine est simplifiée et améliorée :
- les lignes 30.07a et 30.07c fusionne en une nouvelle ligne 30.07. Elle a un itinéraire identique toute la semaine ce qui entraîne la desserte permanente du quartier des Bayonnes. De plus, sa fréquence est renforcée en journée du lundi au vendredi et ses horaires sont ciblés sur les trains directs ;
- la ligne 30.07d est renumérotée sous l'indice 30.48 et ses horaires sont renforcés aux heures de pointe tout en étant calés sur les trains directs ;
- la ligne 30.30 est supprimée et remplacée par la ligne 95.20 dont les horaires scolaires sont renforcés ;
- la ligne 30.47 abandonne l'itinéraire via le passage à niveau ce qui améliore son temps de parcours.

En outre, la ligne 30.05 est renforcée en milieu de journée toute la semaine et son amplitude horaire est élargie jusqu'à 22 h. La ligne 30.10 est renforcée en milieu de journée du lundi au vendredi et son amplitude horaire est élargie jusqu'à 21 h 30 du lundi au samedi.
Le 31 août 2015, à la suite du prolongement de la ligne 3 du réseau de bus R'Bus jusqu'à La Frette-sur-Seine, deux lignes de bus sont réorganisées :
- la ligne 30.12 voit son itinéraire modifié afin de desservir plus directement la gare de Cormeilles-en-Parisis ;
- la ligne 30.21 est scindée en deux circuits : le circuit ouest qui dessert le quartier des Champs Druet reste inchangé tandis qu'un circuit voit le jour en reliant les quartiers du Noyer de l'Image et d'Emy-les-Prés à la gare de Cormeilles-en-Parisis ;
- la ligne 30.46 est aménagée pour desservir le quartier des champs Guillaume tout en continuant de desservir celui des Bois Rochefort avec un temps de trajet plus court et une desserte de la gare plus rapide.

Le 2 novembre 2015, un Oréos 2X est mis en service sur la ligne 30.21. Ce véhicule a la particularité d'être l'un des premiers en Île-de-France à motorisation 100 % électrique.
Depuis le 1er février 2016, la ligne Citébus d'Herblay est renommée CitéVal. De ce fait, de nombreux arrêts sont créés, les itinéraires des deux circuits sont modifiés afin de mieux desservir les équipements publics et les différents quartiers de la commune.
À compter du 2 mai 2016 :
- les lignes 30.05 et 30.19 sont fusionnées sous l'indice 30.05 ;
- la ligne 30.44 est supprimée ;
- la ligne 95.20 est prolongée de Cormeilles-en-Parisis jusqu'à la gare du Val d'Argenteuil via l'hôpital d'Argenteuil. De plus, les fréquences de la ligne sont renforcées avec un bus toutes les vingt minutes aux heures de pointe et toutes les trente minutes aux heures creuses[25] ;
- la ligne CitéVal C est créée à Cormeilles-en-Parisis[26].

Depuis le 13 juin 2016, la ligne 30.09 voit son tracé modifié.
Le 2 mai 2017, le réseau urbain de Franconville est restructuré avec la suppression des sept circuits de la ligne 30.03 au profit d'un circuit unique. De ce fait, la nouvelle ligne 30.03 relie le quartier de l'Épine Guyon à Franconville à la gare de Franconville. La ligne 30.12 est prolongée jusqu'à la gare de Franconville en desservant les quartiers De Lattre et Bucherets. La ligne 30.49 est créée en reliant le quartier de La Source à la gare de Franconville via le centre-ville. Enfin, une ligne CitéVal voit le jour à Franconville sous forme de boucle au départ de la gare en desservant le lycée Jean-Monnet et la zone commerciale du Parisis. La fréquence aux heures de pointe est améliorée avec un passage toutes les sept à huit minutes contre vingt à vingt-cinq minutes auparavant,.

### Ouverture à la concurrence
Le 1er août 2021, les lignes 30.13 et 30.39 intègrent le réseau de bus de la Vallée de Montmorency et la ligne 30.27 le réseau de bus de Poissy - Les Mureaux.
Les cars Lacroix ont formé avec la SAVAC le Groupement Lacroix & SAVAC pour pouvoir répondre aux appels d'offres concernant les réseaux franciliens de moyenne et grande couronne, dont le premier remporté par le groupement est le no 24 Ouest desservant le sud-ouest de l'Essonne. En juin 2022, le groupement s'est allié à l'opérateur anglais Go-Ahead pour candidater sur les lots correspondant au réseau de la RATP.
En juillet 2022, le groupement remporte le lot no 29 desservant Saint-Quentin-en-Yvelines.
Le 1er janvier 2024, les lignes 30.04, 30.25, 30.29 et 30.36 rejoignent le réseau de bus Haut Val-d'Oise.
Le 1er août 2024, le lignes de Lacroix rejoignent le réseau de bus Val Parisis.
La STAVO, filiale de Lacroix, est dissoute le 21 novembre 2024.

## Galerie de photographies

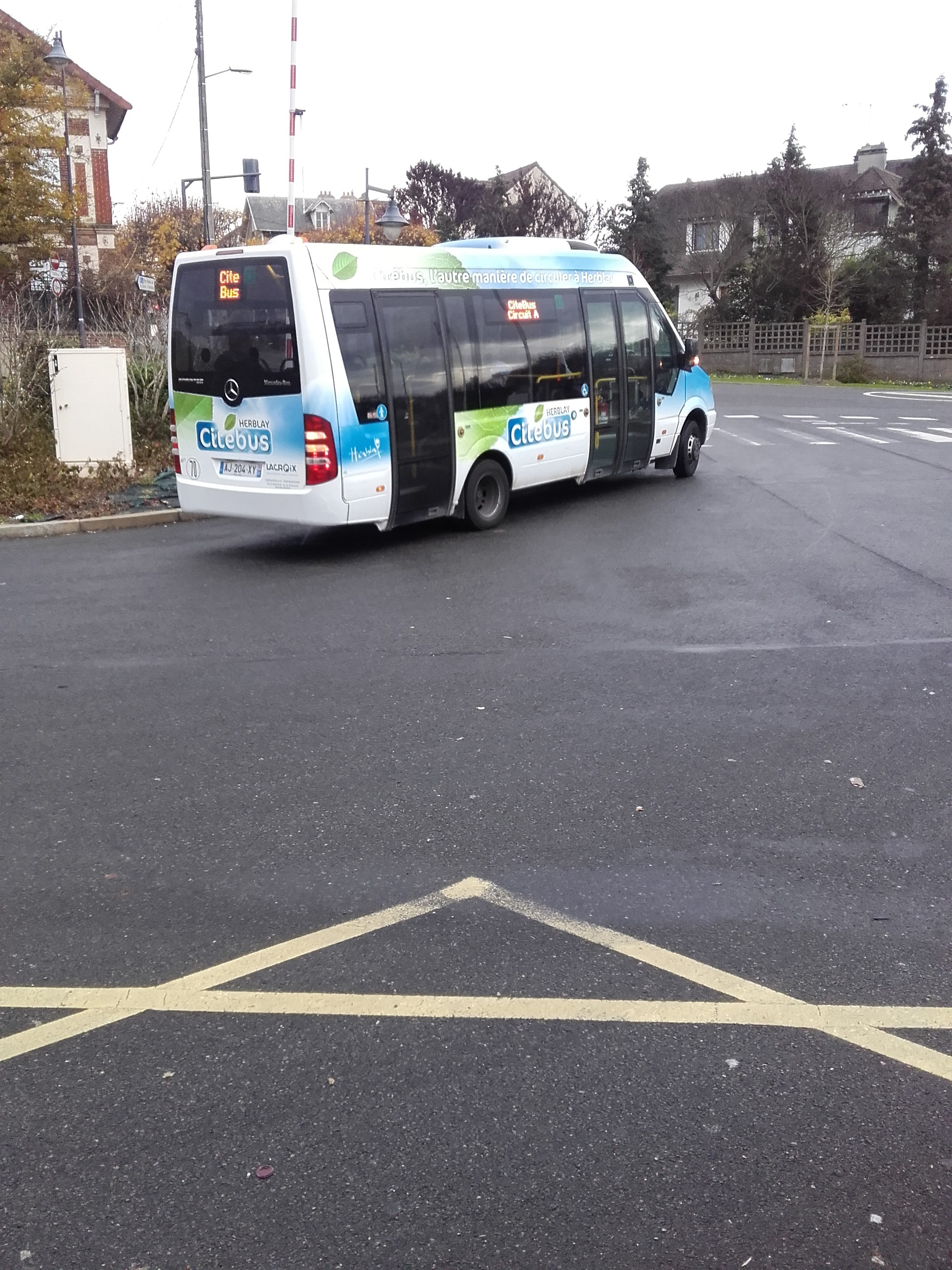
Le Sprinter City no 831 du réseau Citébus d'Herblay-sur-Seine, à la gare routière d'Herblay.
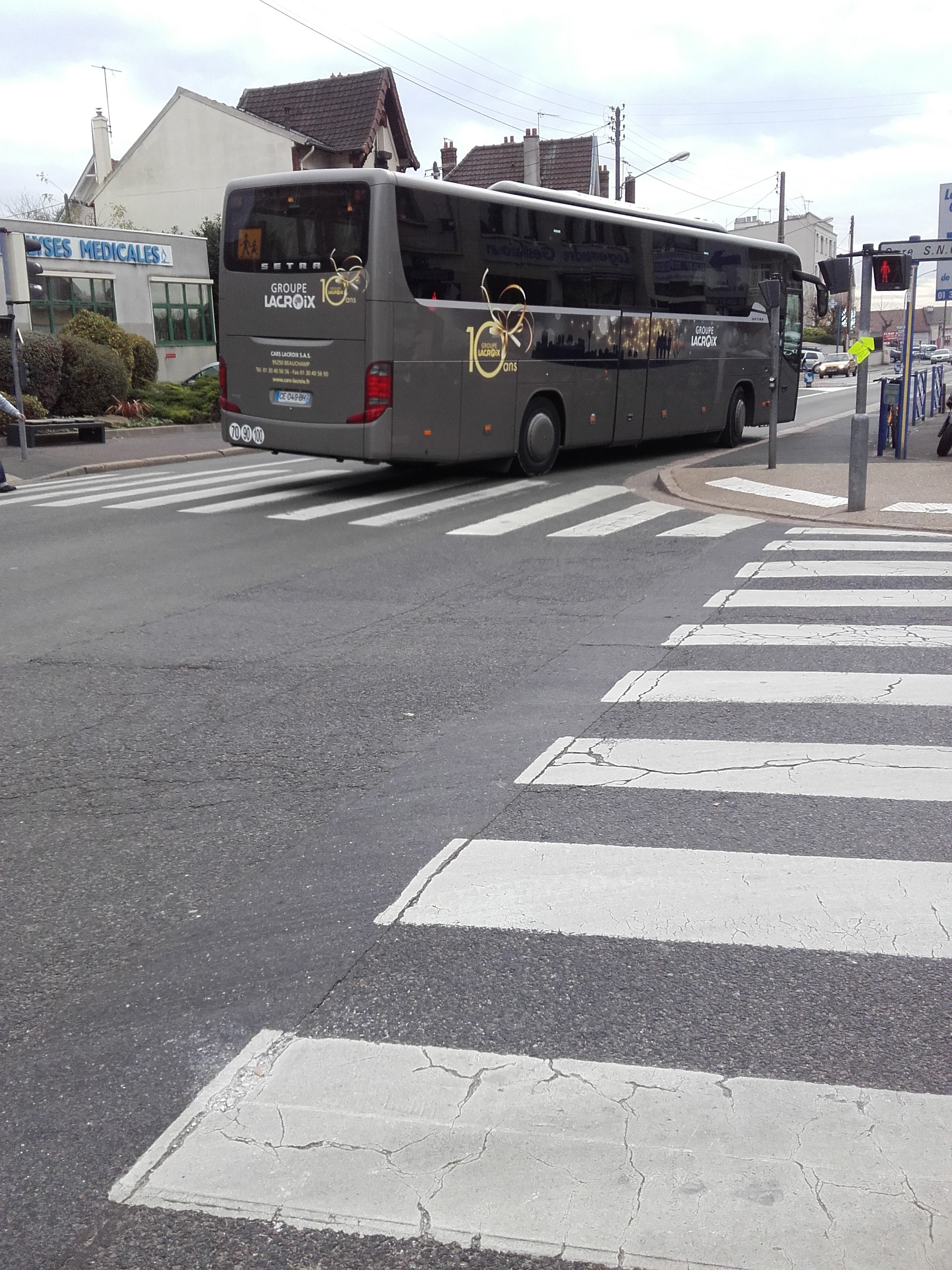
Le S 415 GT-HD no 875 en livrée 10 ans groupe Lacroix, près de la gare de Cormeilles-en-Parisis.
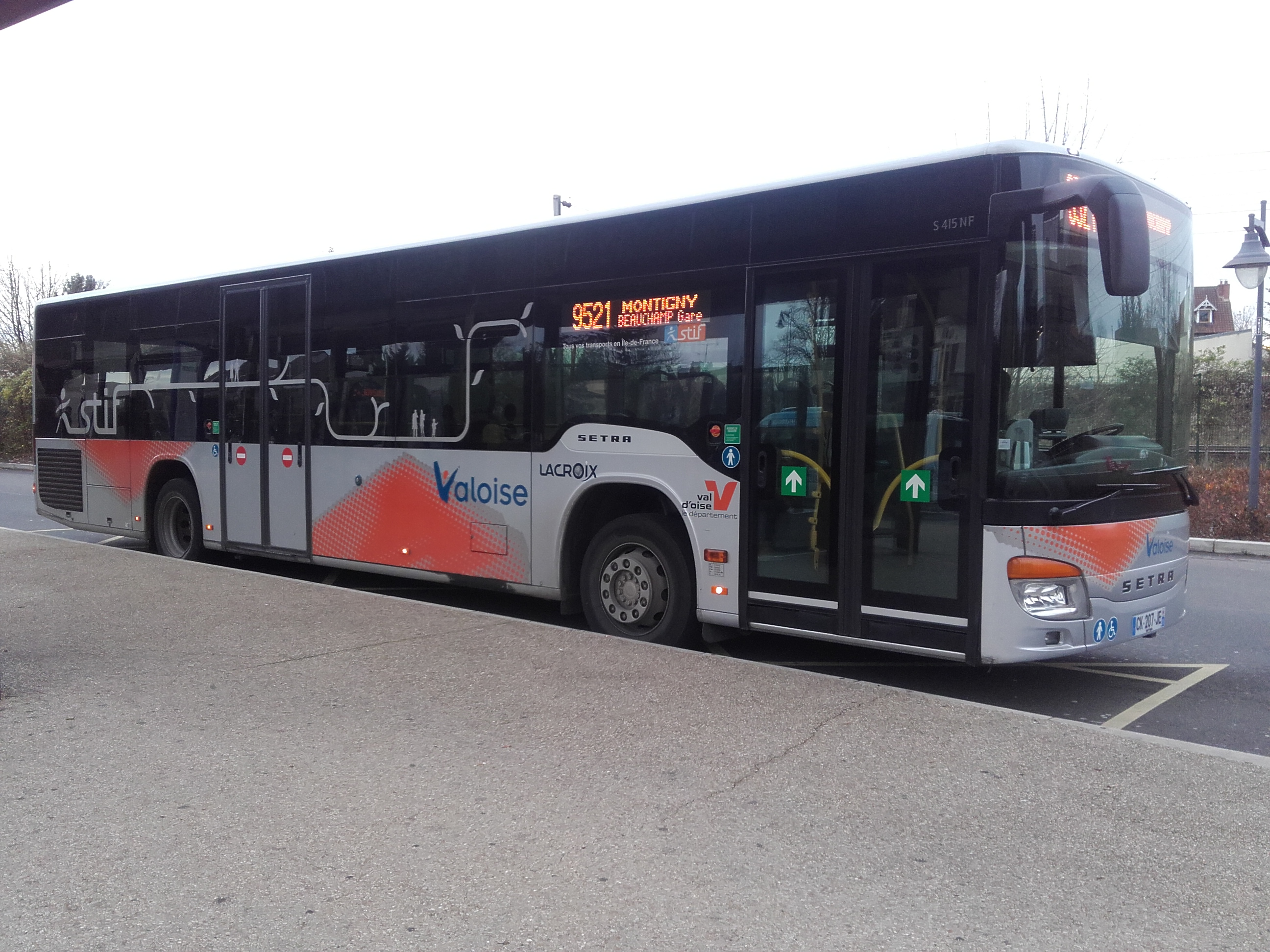
Le S 415 NF no 886 du réseau Valoise à la gare routière d'Herblay.
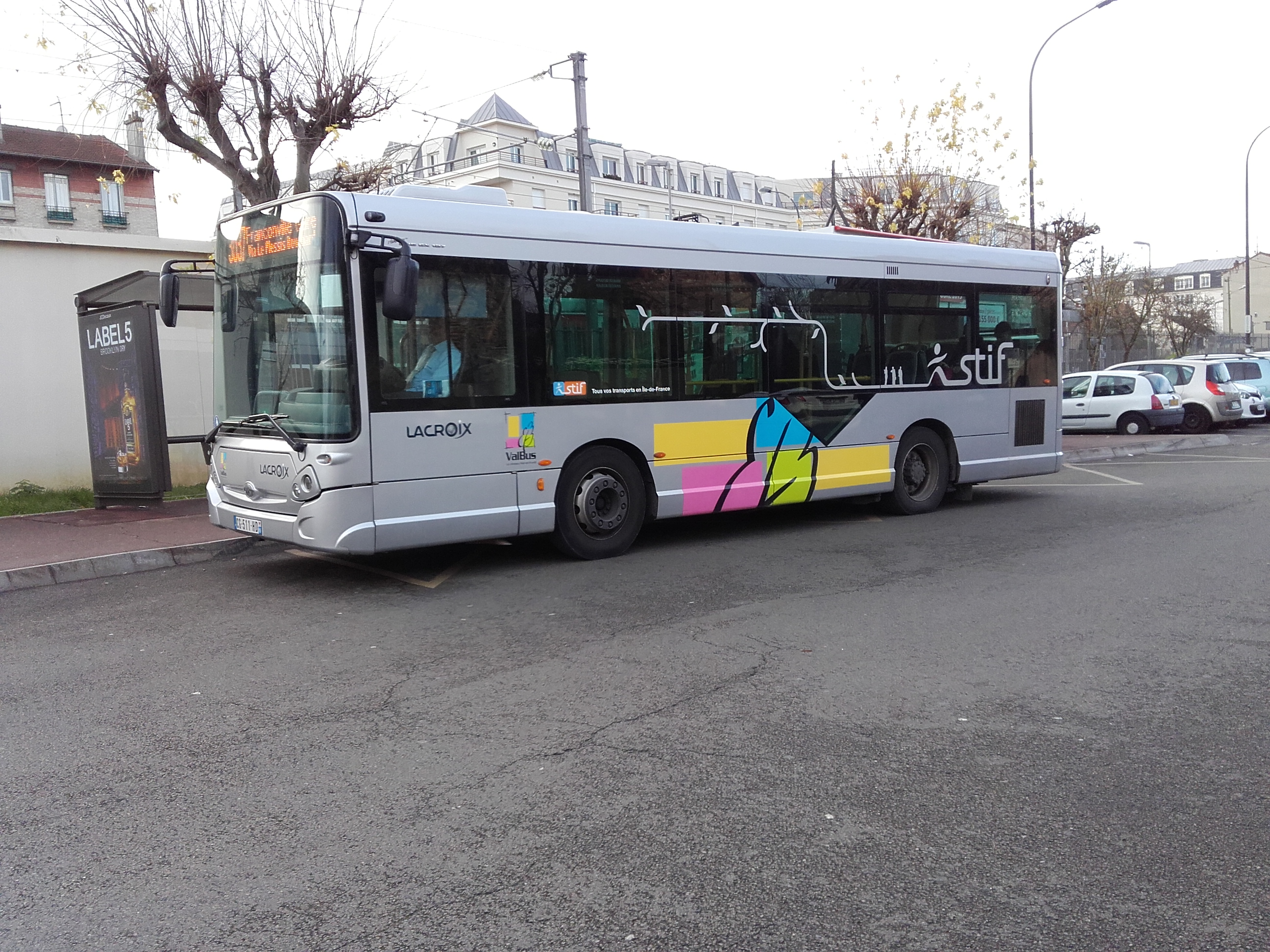
Le GX 127 no 899 du réseau Valbus en gare de Franconville - Le Plessis-Bouchard.
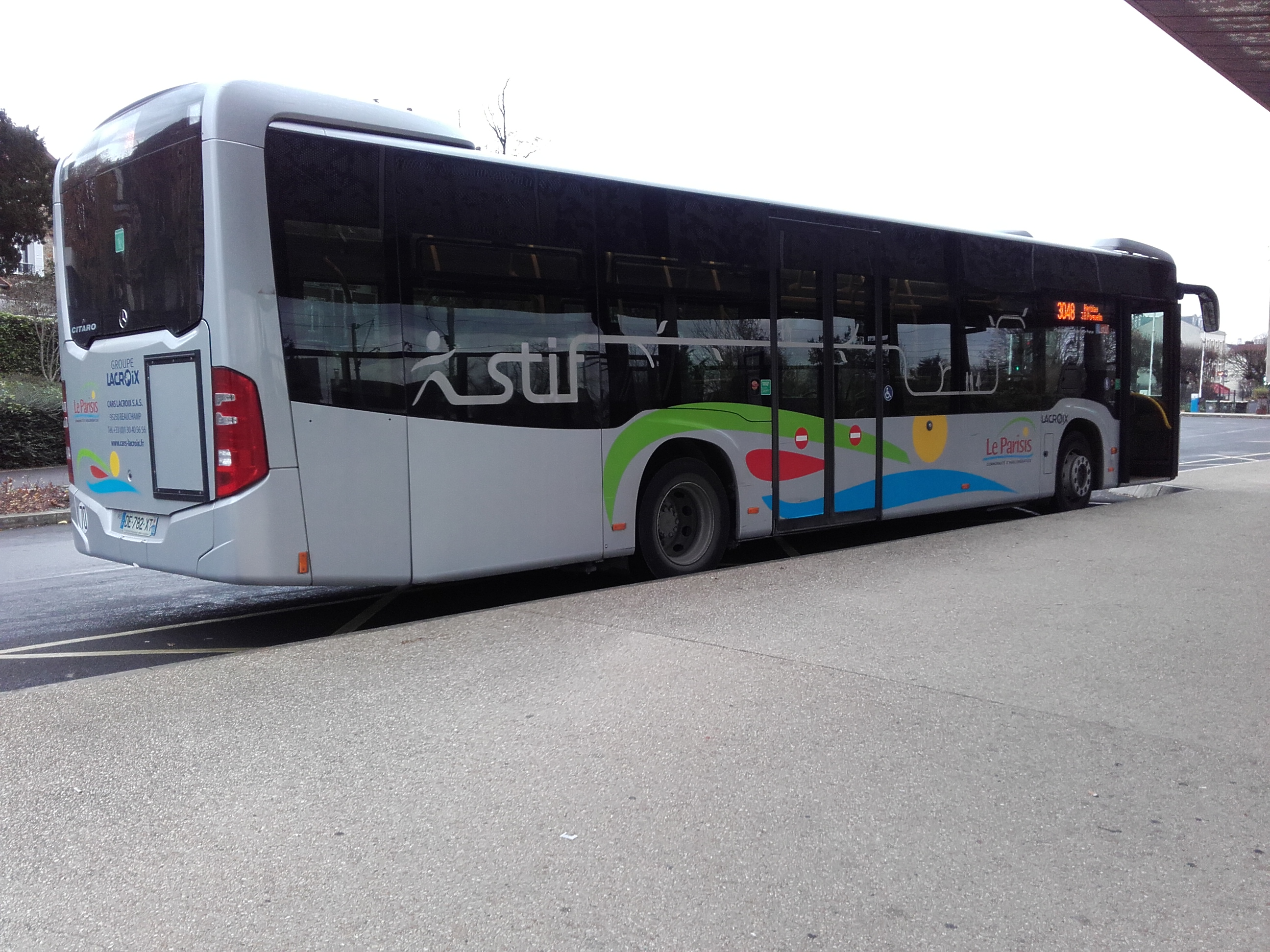
Le Citaro C2 no 948 du réseau Le Parisis en gare routière d'Herblay.

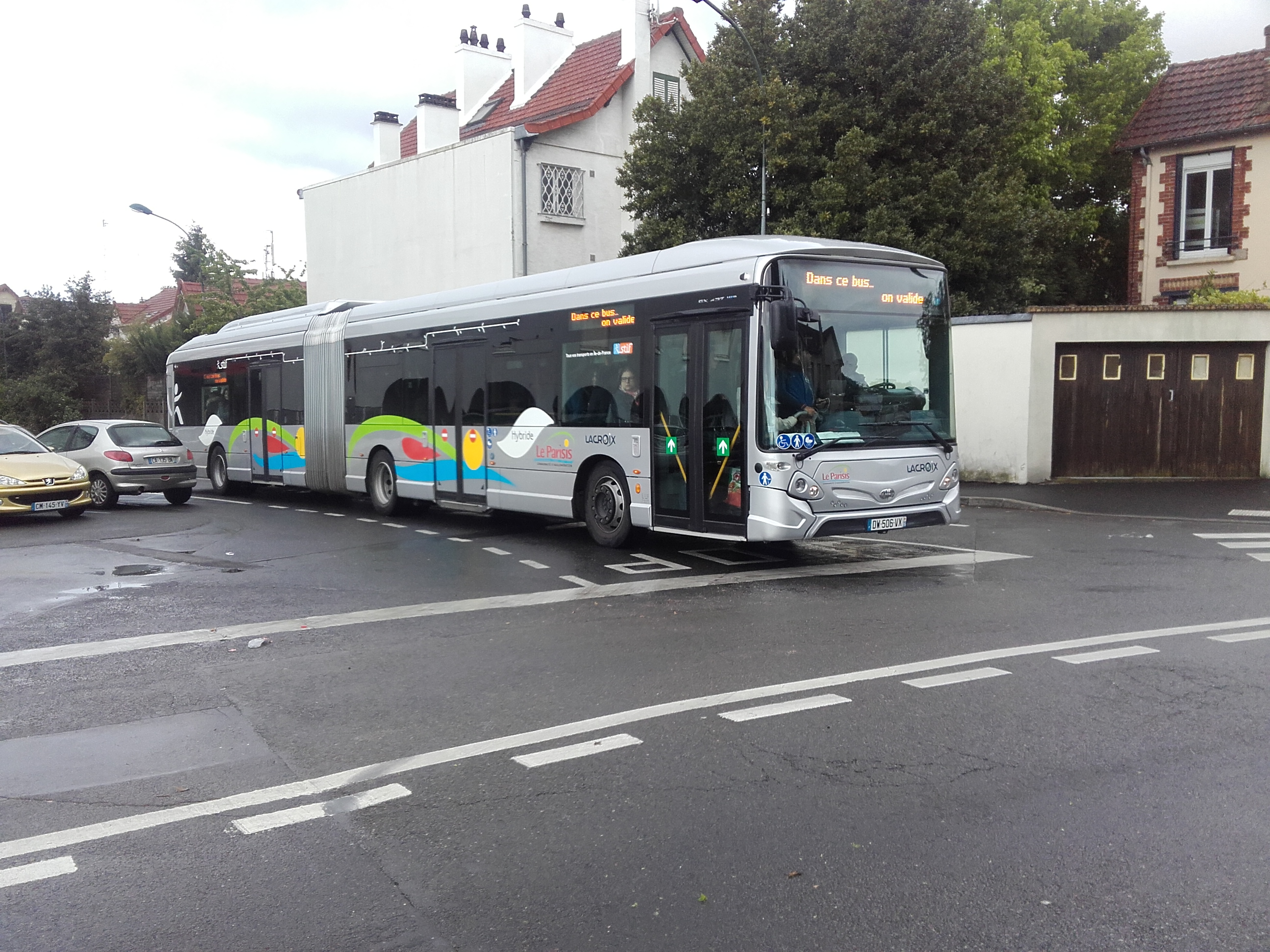
Le GX 437 hybride no 1002 du réseau Le Parisis, à Cormeilles-en-Parisis.
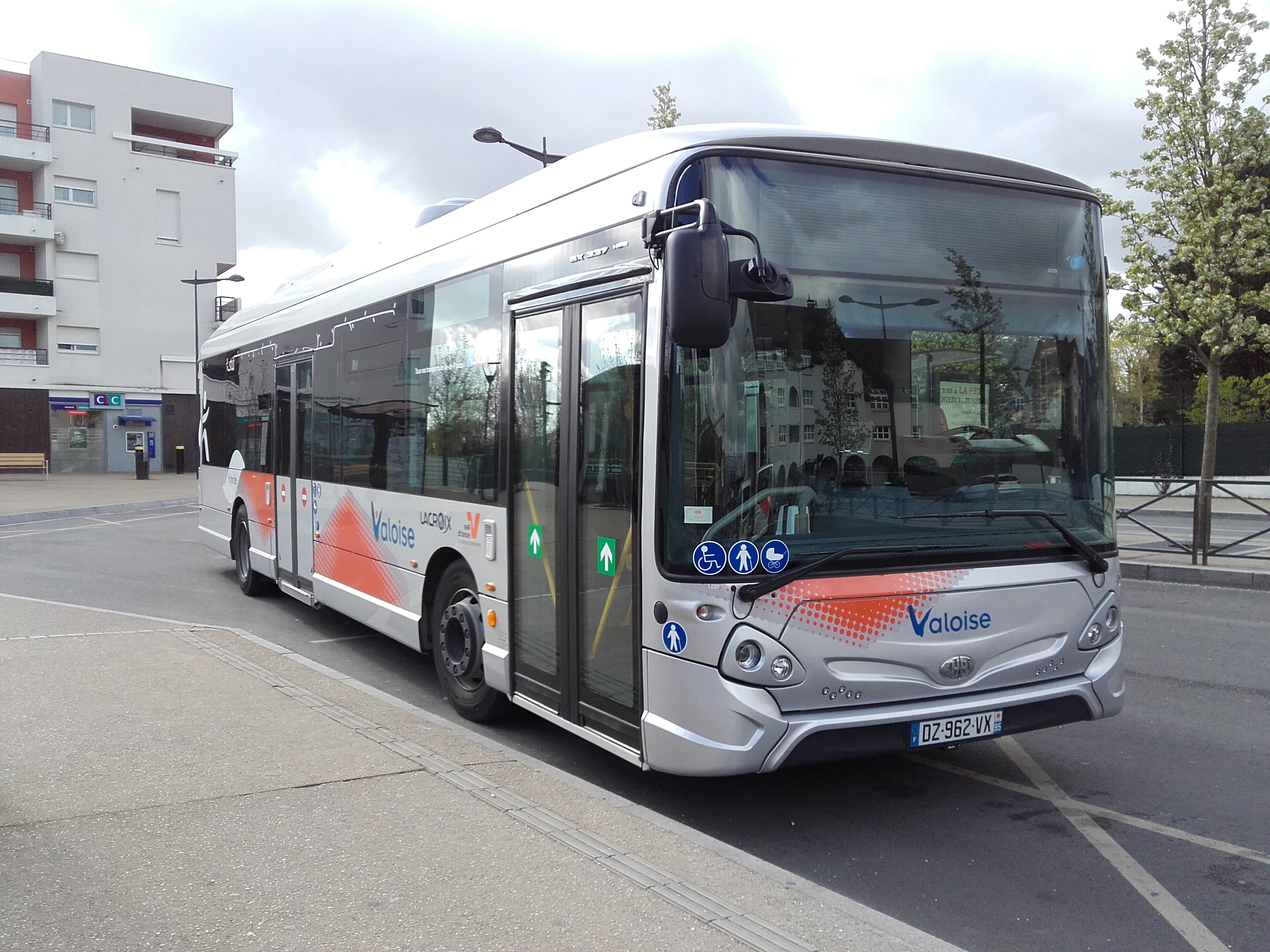
Le GX 337 hybride no 1020 du réseau Valoise en gare de Montigny-Beauchamp.
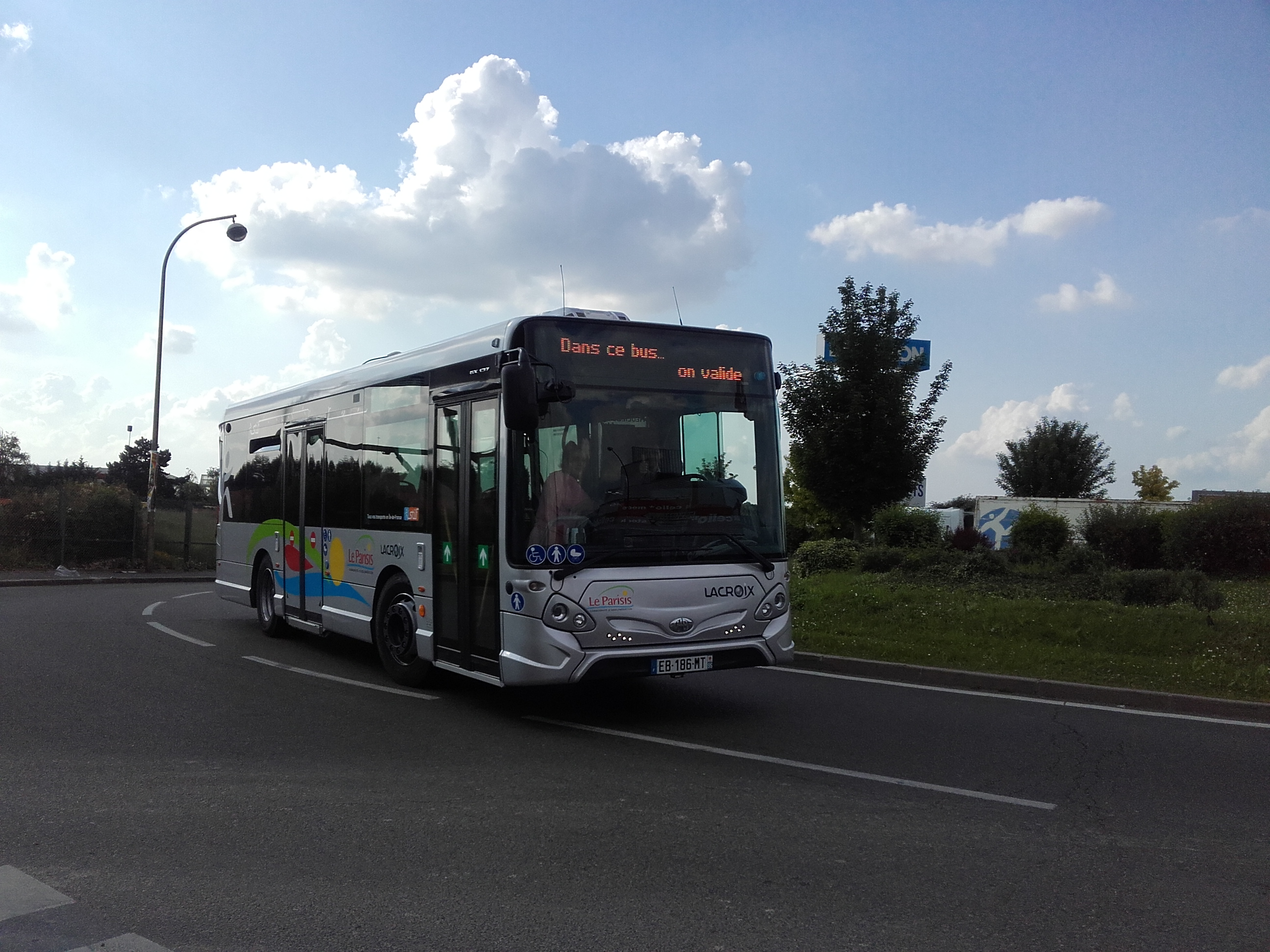
Le GX 137 no 1048 du réseau Le Parisis à Herblay.
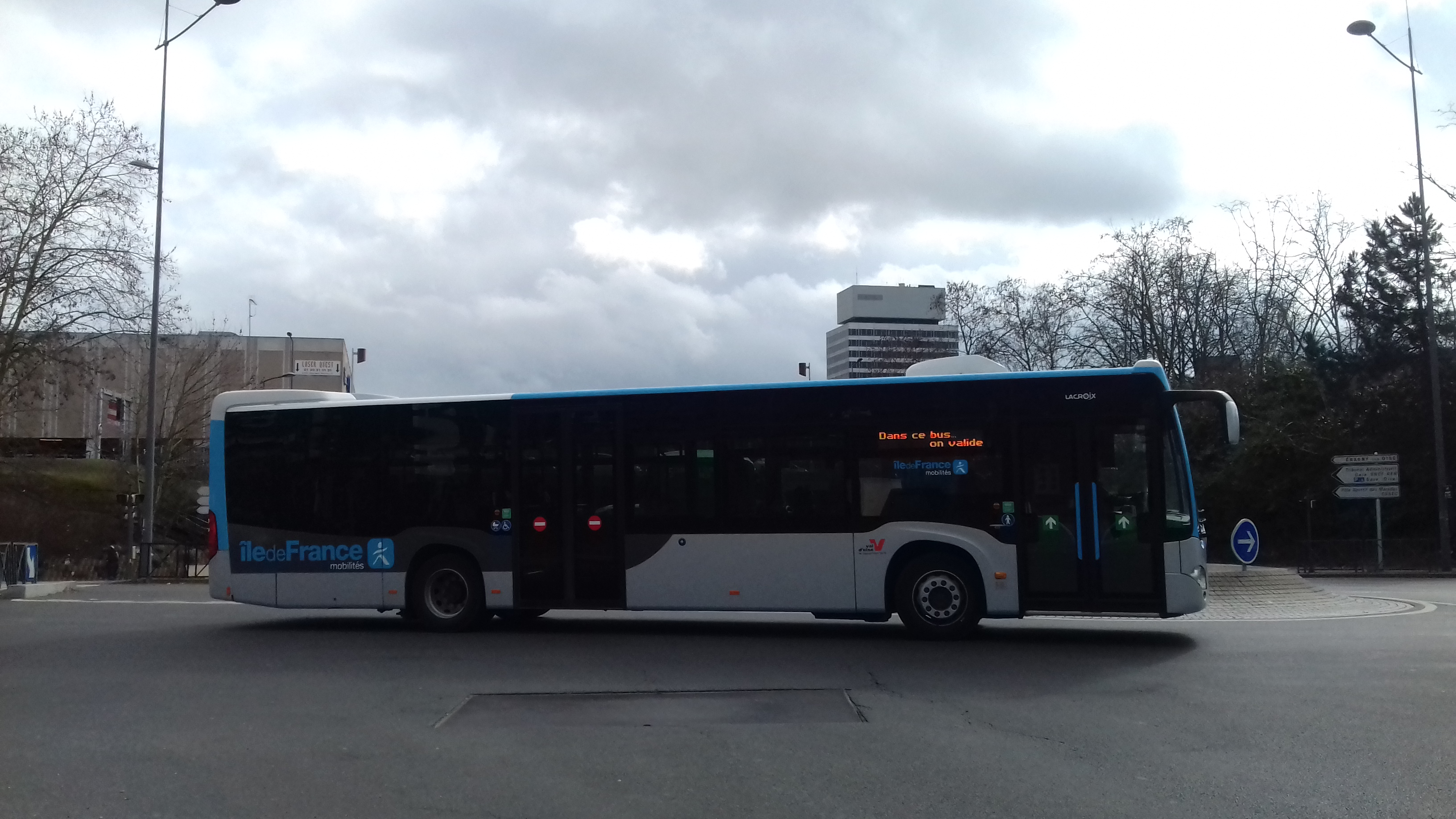
Le Citaro C2 no 1073 du réseau Valoise à Cergy.
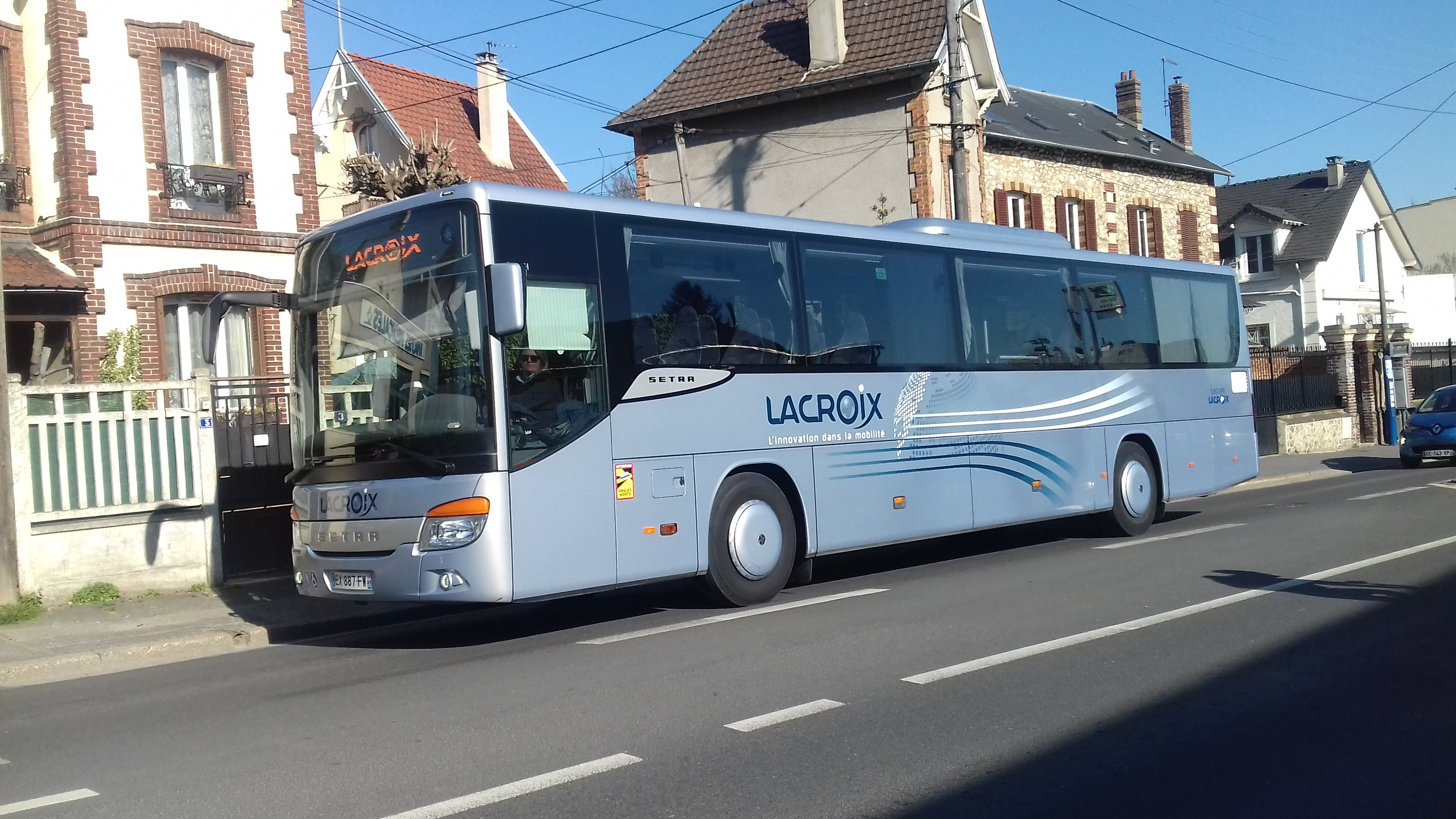
Lacroix Setra S 415 H no 1092 à Cormeilles-en-Parisis.

## Exploitation

### Dépôt
Le dépôt est situé au no 53/55 de la chaussée Jules-César à Beauchamp (Val-d'Oise) depuis 1973.

## Identité visuelle

### Logos

Ancien logo des cars Lacroix
Logo actuel des cars Lacroix
Logo du réseau Valoise

### Slogans
- Jusqu'au début des années 2000 : « Le transport dans le confort »
- Jusqu'au début des années 2010 : « Notre passion vous transporte »
- Depuis le début des années 2010 : « L'innovation dans la mobilité »